# Dualisztikus eredetmagyarázó monda
A dualisztikus eredetmagyarázó monda olyan néphagyomány, mely azt fejezi ki, hogy a teremtés két ellentétes erő együttműködésének az eredménye. E két erőt Isten és az ördög testesíti meg. Az ördög hatásköre nem terjed túl az anyagon, míg Isten a szellemi irányítást adja (lásd: a világ teremtéséről szóló történetek).
Sok monda arról szól, hogy az ördög utánozni akarja a teremtő tevékenységet, működése vagy sikertelen, vagy kártékony lesz (például isten méhet teremtett, az ördög utánozni akarta, így lett a légy). Az ördög szerepe mindig negatív.
Az ördögöt kárhoztatják a világ valamennyi rossz dolgáért: dohány, kártyázás, puska, verekedés, alkohol, kártékony állatok, növények.
Az ilyen mondák keletkezése érdekes problémákat vet fel. Kapcsolatot tartanak fenn más tételes vallásokkal, például az iráni Aveszta működése nyomán kialakult vallási dualizmussal (Ormuzd és Ahrimán). Ez került át a zsidó és keresztény vallásba. A középkorban az egyházból kivált bogumil eretnekség a dualista tanok tárháza lett, bogumil hatásra Balkán-szerte elterjedtek a dualisztikus elveken alapuló apokrifok. Azok a népek, akik a bogumilokkal kapcsolatba kerültek, rengeteg dualisztikus eredetmagyarázó mondájuk van.
Maguknak a mondáknak a vándorlását Dragomanov térképezte fel: mindenképpen Irán területén keletkeztek az ilyen mondák, majd két fő útvonalon terjedtek, Bulgáriába és Közép-Ázsiába. Közép-Ázsiában őrződtek meg legteljesebb formában, innen jutottak el az oroszokhoz.
A magyar mondakincs ide tartozó anyagának eredete ismeretlen. Rokonságot tartanak a balkáni hagyományokkal, másfelől a balti népek, vogulok, osztjákok és zürjének teremtésmondáival.